# Ecuațiile Newton–Euler
În mecanica clasică ecuațiile Newton–Euler sunt ecuații diferențiale ordinare cvasiliniare vectoriale de ordinul întâi care descriu translația și rotația unui solid rigid.
Tradițional, ecuațiile Newton–Euler sunt gruparea celor două legi ale mișcării lui Euler pentru un corp rigid într-o singură ecuație cu 6 componente, folosind vectori coloană și matrici. Aceste legi leagă mișcarea centrului de masă al unui corp rigid cu suma forțelor și momentelor care acționează asupra corpului rigid.

## Sistemul de coordonate cu originea în centrul de masă
În ceea ce privește un sistem de coordonate a cărui origine coincide cu centrul de masă al corpului pentru τ (moment) și un sistem de referință inerțial pentru F (forță), ele pot fi exprimate sub formă matricială ca:
{\displaystyle \left({\begin{matrix}{\mathbf {F} }\\{\boldsymbol {\tau }}\end{matrix}}\right)=\left({\begin{matrix}m{\mathbf {I} _{3}}&0\\0&{\mathbf {I} }_{\rm {cm}}\end{matrix}}\right)\left({\begin{matrix}\mathbf {a} _{\rm {cm}}\\{\boldsymbol {\alpha }}\end{matrix}}\right)+\left({\begin{matrix}0\\{\boldsymbol {\omega }}\times {\mathbf {I} }_{\rm {cm}}\,{\boldsymbol {\omega }}\end{matrix}}\right),}
unde
F = rezultanta din centrul de masă
m = masa corpului
I3 = matricea unitate 3×3
acm = accelerația centrului de masă
vcm = viteza centrului de masă (v. mai jos)
τ = momentul rezultantei față de centrul de masă
Icm = momentul de inerție față de centrul de masă
ω = viteza unghiulară a corpului
α = accelerația unghiulară a corpului

## Un sistem de coordonate oarecare
În ceea ce privește un sistem de coordonate situat în punctul P care este atașat de corp și nu coincide cu centrul de masă, ecuațiile iau forma mai complicată:
{\displaystyle \left({\begin{matrix}{\mathbf {F} }\\{\boldsymbol {\tau }}_{\rm {p}}\end{matrix}}\right)=\left({\begin{matrix}m{\mathbf {I} _{3}}&-m[{\mathbf {c} }]^{\times }\\m[{\mathbf {c} }]^{\times }&{\mathbf {I} }_{\rm {cm}}-m[{\mathbf {c} }]^{\times }[{\mathbf {c} }]^{\times }\end{matrix}}\right)\left({\begin{matrix}\mathbf {a} _{\rm {p}}\\{\boldsymbol {\alpha }}\end{matrix}}\right)+\left({\begin{matrix}m[{\boldsymbol {\omega }}]^{\times }[{\boldsymbol {\omega }}]^{\times }{\mathbf {c} }\\{[{\boldsymbol {\omega }}]}^{\times }({\mathbf {I} }_{\rm {cm}}-m[{\mathbf {c} }]^{\times }[{\mathbf {c} }]^{\times })\,{\boldsymbol {\omega }}\end{matrix}}\right),}
unde c este vectorul cu componentele cx, cy, cz de la centrul de masă la P iar ω este vectorul cu componentele ωx, ωy, ωz, exprimați în sistemul de coordonate atașat de corp, iar
{\displaystyle [\mathbf {c} ]^{\times }\equiv \left({\begin{matrix}0&-c_{z}&c_{y}\\c_{z}&0&-c_{x}\\-c_{y}&c_{x}&0\end{matrix}}\right)\qquad \qquad [\mathbf {\boldsymbol {\omega }} ]^{\times }\equiv \left({\begin{matrix}0&-\omega _{z}&\omega _{y}\\\omega _{z}&0&-\omega _{x}\\-\omega _{y}&\omega _{x}&0\end{matrix}}\right)}
este matricea antisimetrică⁠(d) a produsului vectorial al matricilor.
Termenii inerțiali sunt conținuți în matricea inerția spațială:
{\displaystyle \left({\begin{matrix}m{\mathbf {I} _{3}}&-m[{\mathbf {c} }]^{\times }\\m[{\mathbf {c} }]^{\times }&{\mathbf {I} }_{\rm {cm}}-m[{\mathbf {c} }]^{\times }[{\mathbf {c} }]^{\times }\end{matrix}}\right),}
în timp ce forțele aparente sunt conținute în termenul:
{\displaystyle \left({\begin{matrix}m{[{\boldsymbol {\omega }}]}^{\times }{[{\boldsymbol {\omega }}]}^{\times }{\mathbf {c} }\\{[{\boldsymbol {\omega }}]}^{\times }({\mathbf {I} }_{\rm {cm}}-m[{\mathbf {c} }]^{\times }[{\mathbf {c} }]^{\times })\,{\boldsymbol {\omega }}\end{matrix}}\right).}
Când centrul de masă nu coincide cu originea sistemului de coordonate (adică când c este diferit de zero), accelerațiile de translație și unghiulare (a și α) sunt cuplate, astfel încât fiecare să fie asociat cu componentele forței și momentului.